# Couvent de Sainte-Valère
Le  couvent Sainte-Valère  était un couvent parisien également  prison pour femmes fermé à la Révolution situé à l’angle de la rue de Grenelle et de l’esplanade des Invalides à l’emplacement de l’actuelle ambassade de Pologne à Paris.

## Historique

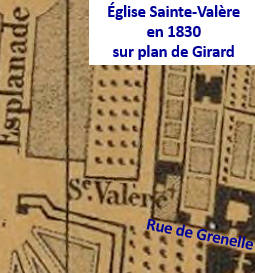
Église Sainte-Valère en 1830.

De pieuses personnes achètent en 1704 un terrain à l’angle de la rue de Grenelle et de l’esplanade des Invalides pour y construire des bâtiments où est installée en 1706 une « communauté des Filles pénitentes de Sainte-Valère » régularisée  par un avis du bureau de la Ville du 28 août 1718 : « notre avis est que cet établissement est d’une grande utilité à cause que cette communauté est une retraite volontaire aux filles que la grâce a retirées du désordre pour y vivre dans la piété sans être à la charge du public ni de l’État ».
Cet établissement de retraites volontaires devient par la suite un lieu d’enfermement forcé analogue au couvent des Filles de Saint-Michel ou des Madelonnettes.
La communauté est supprimée en 1790 et ses bâtiments vendus comme propriété nationale en 1801. Sa chapelle devient une église dépendant de la paroisse Saint-Thomas d’Aquin puis  est vendue par adjudication en 1838 et démolie pour être intégrée dans le nouvel hôtel de Monaco construit pour le banquier William Williams-Hope 
Cet hôtel est depuis 1936 celui de l'ambassade de Pologne en France.
La basilique Sainte-Clotilde la remplace comme église paroissiale.